# Cressonne
Die Cressonne ist ein Fluss in Frankreich, der in der Region Bourgogne-Franche-Comté verläuft. Sie entspringt unter dem Namen Ruisseau du Moulin du Comte im westlichen Gemeindegebiet von Tazilly, entwässert generell in westlicher Richtung und mündet nach rund 28 Kilometern im Gemeindegebiet von Saint-Hilaire-Fontaine als rechter Nebenfluss in die Loire. Die Cressone entspringt und mündet im Département Nièvre und bildet in ihrem Verlauf auf einer Strecke von etwa 15 Kilometern die Grenze zum benachbarten Département Saône-et-Loire.

## Orte am Fluss
(Reihenfolge in Fließrichtung)
- Ponay, Gemeinde Tazilly
- Savigny-Poil-Fol
- Ternant
- Saint-Seine
- Le Grand Domaine, Gemeinde La Nocle-Maulaix
- Les Beaux Louis, Gemeinde Cronat
- Tannay, Gemeinde Montambert